# Szolnok Soldiers 2008
Questa voce raccoglie le informazioni riguardanti i Szolnok Soldiers nelle competizioni ufficiali della stagione 2008.

## Divízió I 2008

### Stagione regolare
| 4 maggio 2008 6ª giornata | Szolnok Soldiers | 6 – 45 (0-6 0-6 6-14 0-19) | Győr Sharks | (150 spett.) |

| 12 maggio 2008 7ª giornata | Budapest Wolves | 34 – 6 (14-0 13-0 0-6 7-0) | Szolnok Soldiers | (100 spett.) |

| 24 maggio 2008 9ª giornata | Szolnok Soldiers | 12 – 35 (0-0 6-21 0-14 6-0) | Budapest Cowboys |  |

| Rákóczifalva 8 giugno 2008 11ª giornata | Debrecen Gladiators | 3 – 6 | Szolnok Soldiers |  |

| Vasad 28 giugno 2008 14ª giornata | North Pest Vipers | 22 – 25 (d.t.s.) (7-0 6-0 6-8 3-14 0-3) | Szolnok Soldiers | Sportpálya |

## Statistiche di squadra
| Competizione      | %Vittorie | In casa | In casa | In casa | In casa | In casa | In casa | In trasferta | In trasferta | In trasferta | In trasferta | In trasferta | In trasferta | Totale | Totale | Totale | Totale | Totale | Totale |
| Competizione      | %Vittorie | G       | V       | N       | P       | Pf      | Ps      | G            | V            | N            | P            | Pf           | Ps           | G      | V      | N      | P      | Pf     | Ps     |
| ----------------- | --------- | ------- | ------- | ------- | ------- | ------- | ------- | ------------ | ------------ | ------------ | ------------ | ------------ | ------------ | ------ | ------ | ------ | ------ | ------ | ------ |
| Stagione regolare | .400      | 2       | 2       | 0       | 0       | 18      | 80      | 3            | 2            | 0            | 1            | 37           | 59           | 5      | 2      | 0      | 3      | 55     | 139    |
| Totale            | .400      | 2       | 2       | 0       | 0       | 18      | 80      | 3            | 2            | 0            | 1            | 37           | 59           | 5      | 2      | 0      | 3      | 55     | 139    |